# Palazzo Pisacane-Palmieri
Il Palazzo Pisacane-Palmieri è un edificio storico di Napoli, sito in via Concezione a Montecalvario.

## Storia
Costruito probabilmente nella seconda metà del XVI secolo, venne radicalmente rinnovato nel XVIII secolo, assumendo allora l'aspetto che complessivamente conserva tutt'oggi (seppure con alcune modifiche).
A tale palazzo, in buone condizioni di conservazione, gli si può attribuire questo nome, in quanto nella prima metà dell'800 appartenne alla famiglia Pisacane, nella persona dell'avvocato Raimondo, sposato con Concetta Palmieri, della famiglia dei marchesi di Monferrato e San Secondo.

## Architettura
La facciata, di quattro piani e con i due piani nobili contraddistinti dai timpani curvi che sormontano le cornici delle finestre, presenta alla base un portale in piperno sulla cui chiave di volta è apposto uno stemma nobiliare. Oltrepassato un profondo androne, si raggiunge il cortile sulla cui parete di fondo, in asse rispetto all'ingresso, si staglia una bella scala aperta dalle tre arcate a tutto sesto per livello che permette di raggiungere gli appartamenti.

## Altre immagini

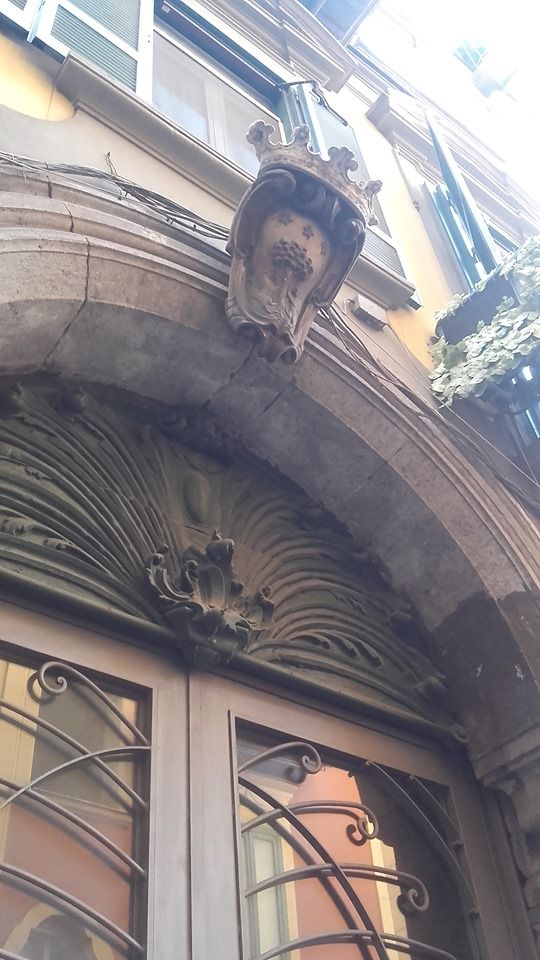
Lo stemma sul portale
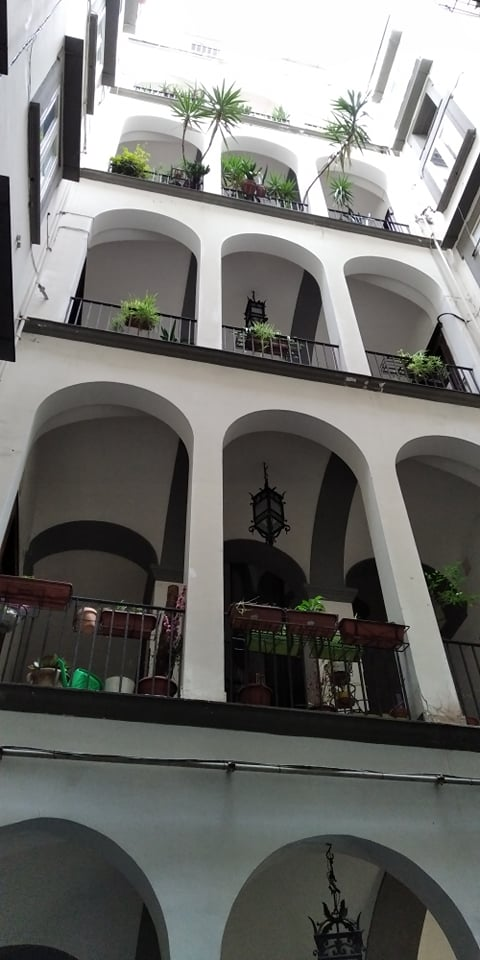
La scala aperta